# Romazy
Romazy (bretonisch: Rovazil) ist eine französische Gemeinde mit 275 Einwohnern (Stand: 1. Januar 2022) im Département Ille-et-Vilaine in der Region Bretagne. Sie gehört zum Arrondissement Fougères-Vitré und zum Kanton Val-Couesnon. Die Einwohner werden Romaziens und Romaziennes genannt.

## Geografie
Die Gemeinde Romazy liegt am Couesnon, 20 Kilometer westlich von Fougères und etwa 40 Kilometer nordnordwestlich von Rennes. Umgeben wird Romazy von den Nachbargemeinden Val-Couesnon im Norden, Chauvigné im Osten, Vieux-Vy-sur-Couesnon im Süden, Sens-de-Bretagne im Südwesten sowie Rimou im Westen.

## Bevölkerungsentwicklung
| Jahr                       | 1962 | 1968 | 1975 | 1982 | 1990 | 1999 | 2006 | 2013 | 2020 |
| Einwohner                  | 324  | 294  | 238  | 239  | 263  | 237  | 266  | 304  | 257  |
| Quellen: Cassini und INSEE |      |      |      |      |      |      |      |      |      |

## Sehenswürdigkeiten
- Kirche Saint-Pierre-Saint-Paul
- Kapelle im Weiler Montmoron aus dem 17. Jahrhundert
- Schloss Montmoron aus dem 19. Jahrhundert
- Rathaus, Monument historique
- Herrenhaus Le Moulinet aus dem 16. Jahrhundert
- Herrenhaus Le Bas Montmoron mit Ursprüngen aus dem 15. Jahrhundert
- Ehemaliges Pfarrhaus, heute Bürgermeisteramt, zwischen 1852 und 1854 erbaut
- Ehemaliges Herrenhaus La Grande Cour, heute Wohnhäuser, die meisten Gebäude aus dem Ende des 16. Jahrhunderts

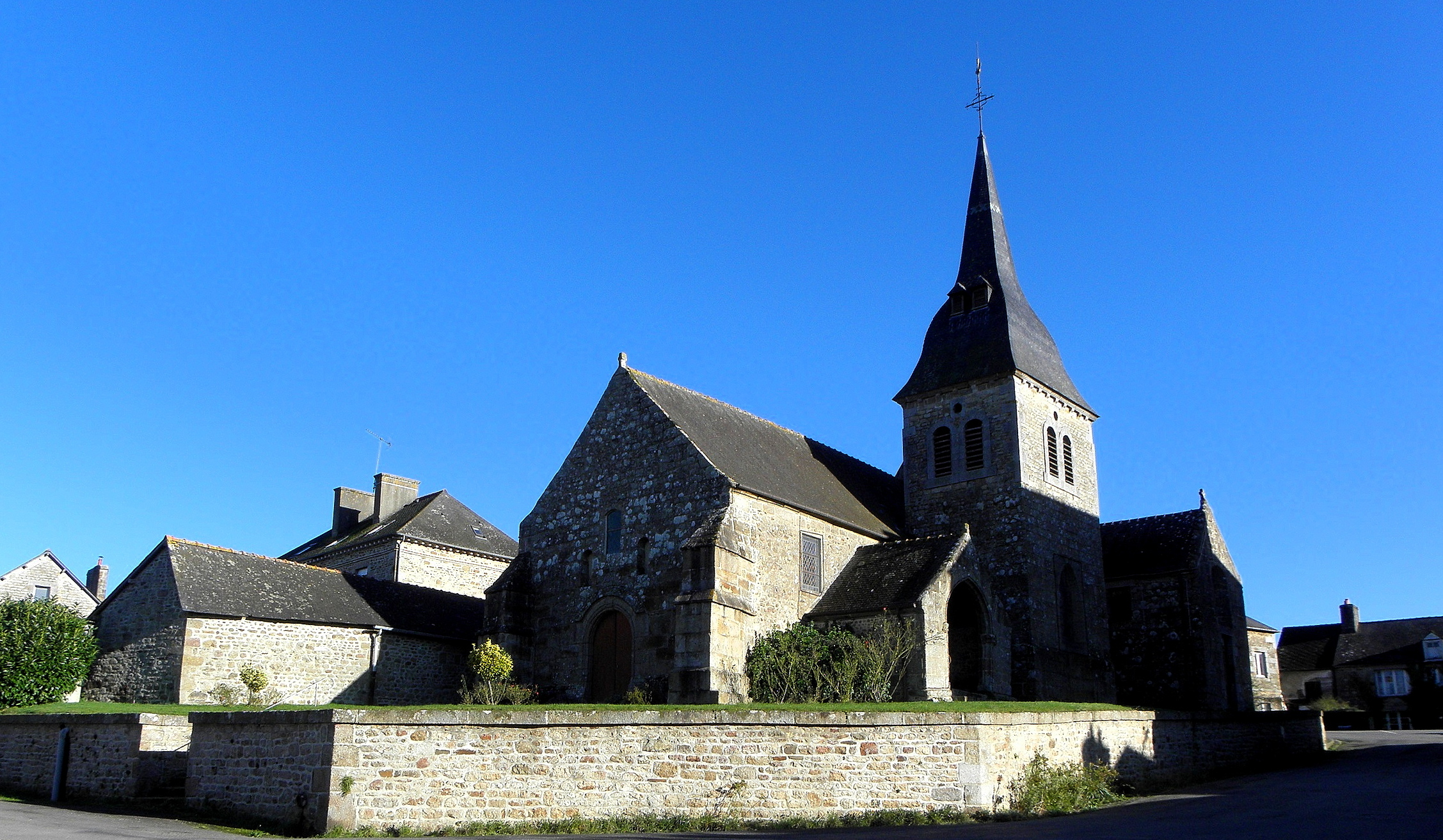
Kirche Saint-Pierre-Saint-Paul
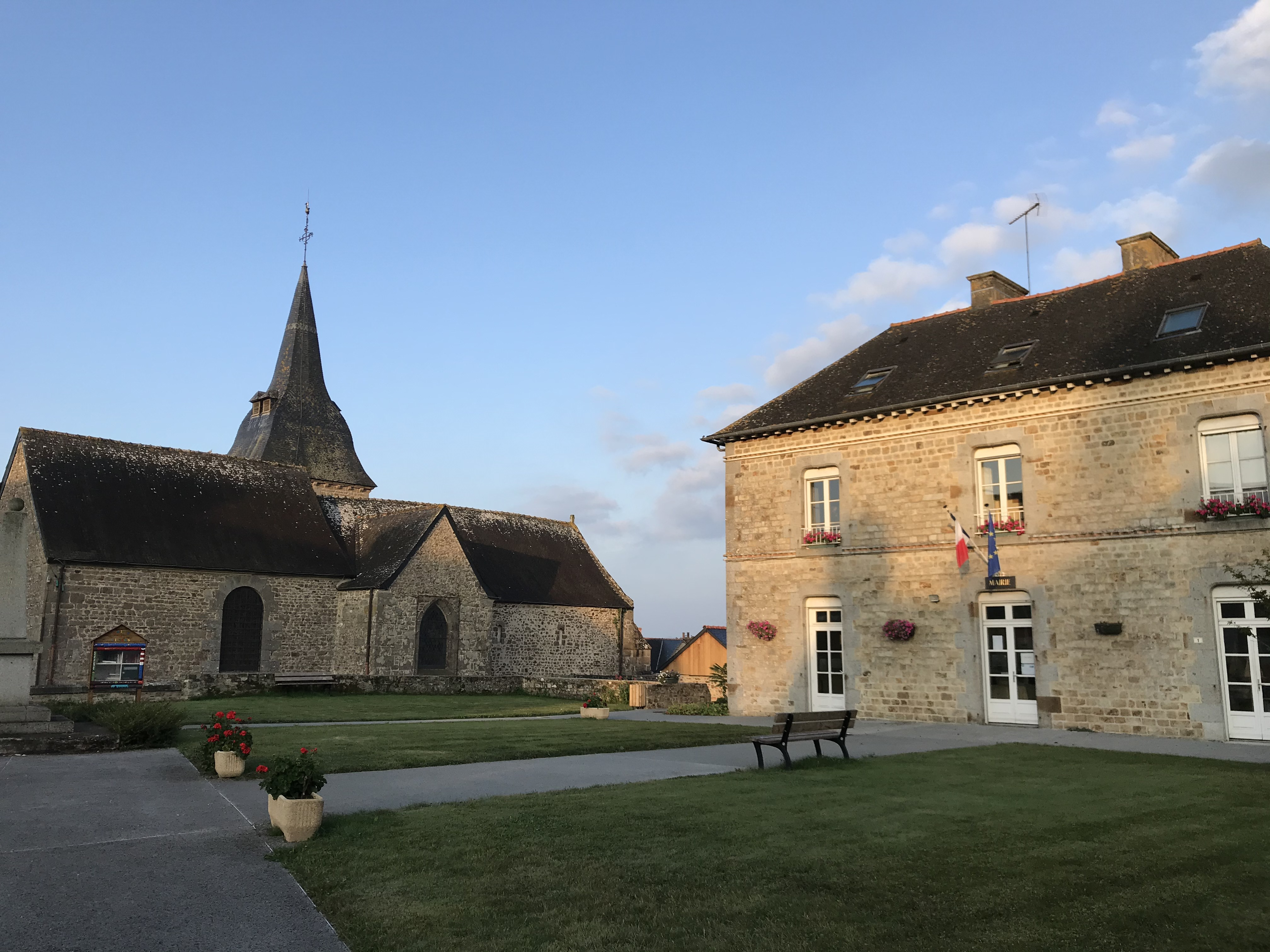
Kirche und Rathaus
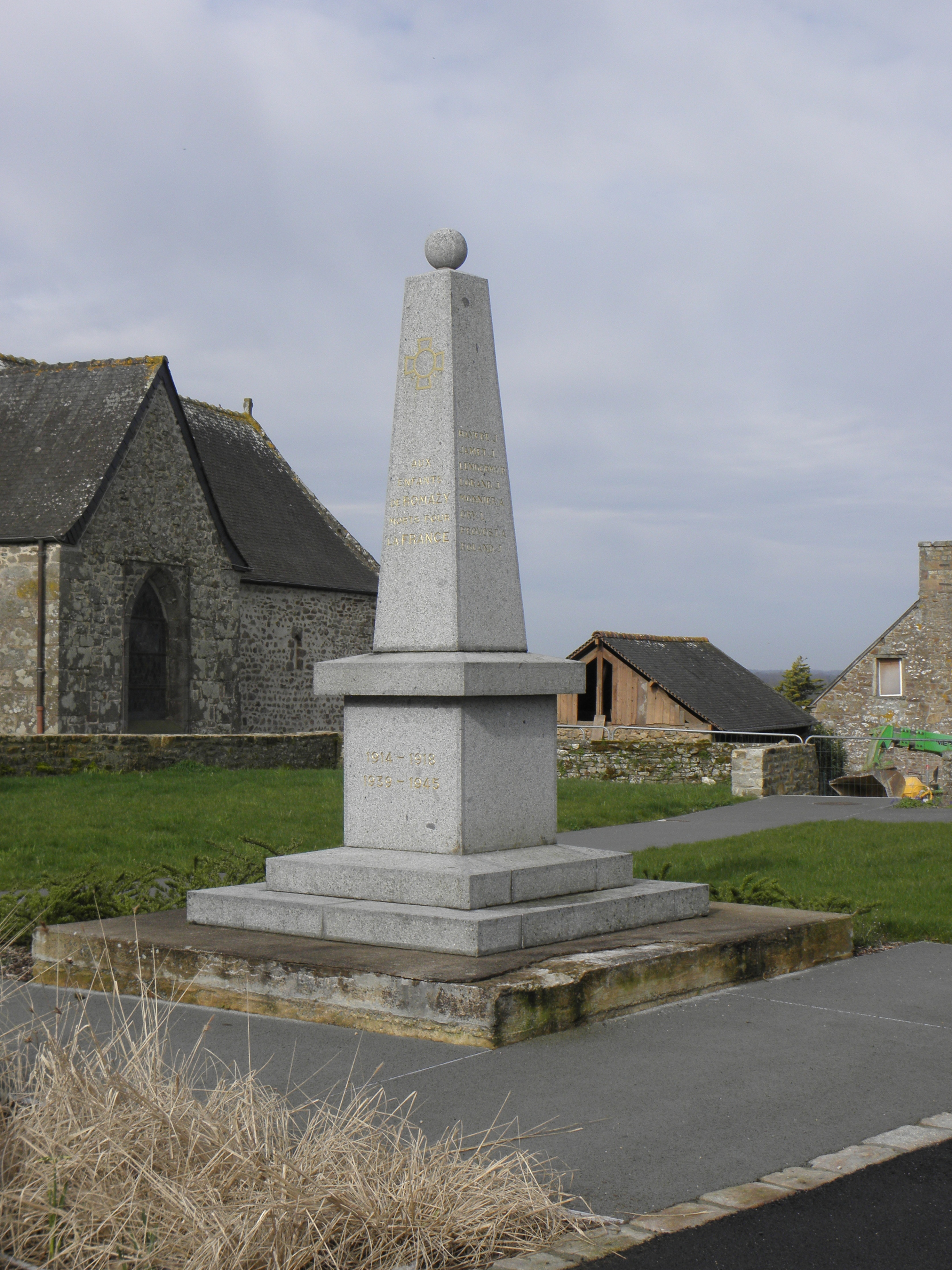
Gefallenendenkmal